# Diogo Matos Ribeiro
Diogo Matos Ribeiro (Coímbra, 27 de octubre de 2004) es un deportista portugués que compite en natación.
Ganó tres medallas en el Campeonato Mundial de Natación, en los años 2023 y 2024, y una medalla de bronce en el Campeonato Europeo de Natación de 2022.

## Palmarés internacional
| Campeonato Mundial | Campeonato Mundial | Campeonato Mundial | Campeonato Mundial |
| Año                | Lugar              | Medalla            | Prueba             |
| ------------------ | ------------------ | ------------------ | ------------------ |
| 2023               | Fukuoka (Japón)    | Medalla de plata   | 50 m mariposa      |
| 2024               | Doha (Catar)       | Medalla de oro     | 50 m mariposa      |
| 2024               | Doha (Catar)       | Medalla de oro     | 100 m mariposa     |
| Campeonato Europeo |                    |                    |                    |
| Año                | Lugar              | Medalla            | Prueba             |
| 2022               | Roma (Italia)      | Medalla de bronce  | 50 m mariposa      |